# Ławeczka Władysława Sikorskiego w Inowrocławiu
Ławeczka Generała Władysława Sikorskiego w Inowrocławiu − znajduje się na terenie Parku Solankowego przy ul. Zygmunta Wilkońskiego, przy zachodniej alejce łączącej Muszlę Koncertową z Zakładem Przyrodoleczniczym.
Pomnik jest dziełem bydgoskiego rzeźbiarza Marka Rony (1960-2012). Został odsłonięty 15 sierpnia 2005 z udziałem prezydenta rządu RP na uchodźstwie Ryszarda Kaczorowskiego, szefa Sztabu Generalnego Wojska Polskiego gen. Czesława Piątasa i metropolity gnieźnieńskiego Henryka Muszyńskiego.
W okresie II Rzeczypospolitej generał Sikorski wielokrotnie bywał w inowrocławskich solankach.